# Гора Рикорда
Гора Рикорда – вершина в горном хребте Ивулк к востоку от горы Головнина. Координаты: 53° 35' 28" с.ш. 158° 46' 11" в.д., высота 1205 м. над уровнем моря. Названа участниками Камчатской географической экспедиции в 2006 году в честь адмирала Петра Ивановича Рикорда (1776 - 1855), российского мореплавателя, начальника Камчатки с 1817 по 1821 год. Прибыл на Камчатку в составе экспедиции В.М.Головнина на шлюпе «Диана». После пленения В.М.Головнина организовал три спасательные экспедиции, завершившиеся освобождением В.М.Головнина и других русских моряков из японского плена.
В совокупности с горой Головнина и скалой Кахея образуют так называемые «вершины русско-японской дружбы». Здесь, у подножия этих гор, на территории Природного парка «Налычево» в июле 2009 года проходила Вторая юбилейная встреча потомков героев «Инцидента Головнина», военного конфликта начала XIX века, поставившего русско-японские отношения на грань войны. Мирное разрешение этого инцидента является важным прецедентом решения сложных межгосударственных конфликтов на основе дружеских отношений и взаимного доверия. Во встрече принимали участие с российской стороны действительные члены Русского географического общества: А.И.Тихоцкий, потомок П.И.Рикорда, и П.А.Головнин, потомок В.М.Головнина,- и с японской стороны общественный деятель господин Такада Касити, потомок Такадая Кахэя